# Østerport station
Østerport station är en järnvägsstation i stadsdelen Østerbro i Köpenhamn med totalt ca 45 000 dagliga resenärer.

## Trafik
Stationen trafikeras av S-tåg, Re-tåg, Öresundståg samt vissa fjärrtåg. Köpenhamns Metro har också en anslutande station på linjerna M3 (Cityringen) och M4.
S-tågen kör norrut mot Klampenborg, Hillerød, Holte och Farum, söderut mot Køge, Ishøj, Høje-Tåstrup, Ballerup och Frederikssund. I varje riktning avgår ett S-tåg ungefär var tredje minut.
Öresundstågen går Østerport–Göteborg/Kalmar/Karlskrona.
Østerport station renoverades 2017–2019. Stationen är den femte mest trafikerade av Danmarks stationer efter Nørreport, Hovedbanegården, Kastrups flygplats och Kongens Nytorv.

## Läge
I närheten ligger amerikanska ambassaden, Frihedsmuseet, Kastellet, Botaniska trädgården med Palmehuset samt fakulteter vid Köpenhamns universitet. Till FC Köpenhamns och danska landslagets fotbollsstadion Parken är det cirka 1,5 km. Det är ca 1 km till "Den lille havfrue"-statyn, vid inloppet till Köpenhamns inre hamn, och till kungliga slottet Amalienborg.

## Historia
Innan det byggdes en tunnel (Boulevardbanen) från Østerport station via Nørreport och Vesterport till Hovedbanegården var Østerport station Kustbanans slutstation i Köpenhamn. Denna tunnel öppnades för trafik 1917.

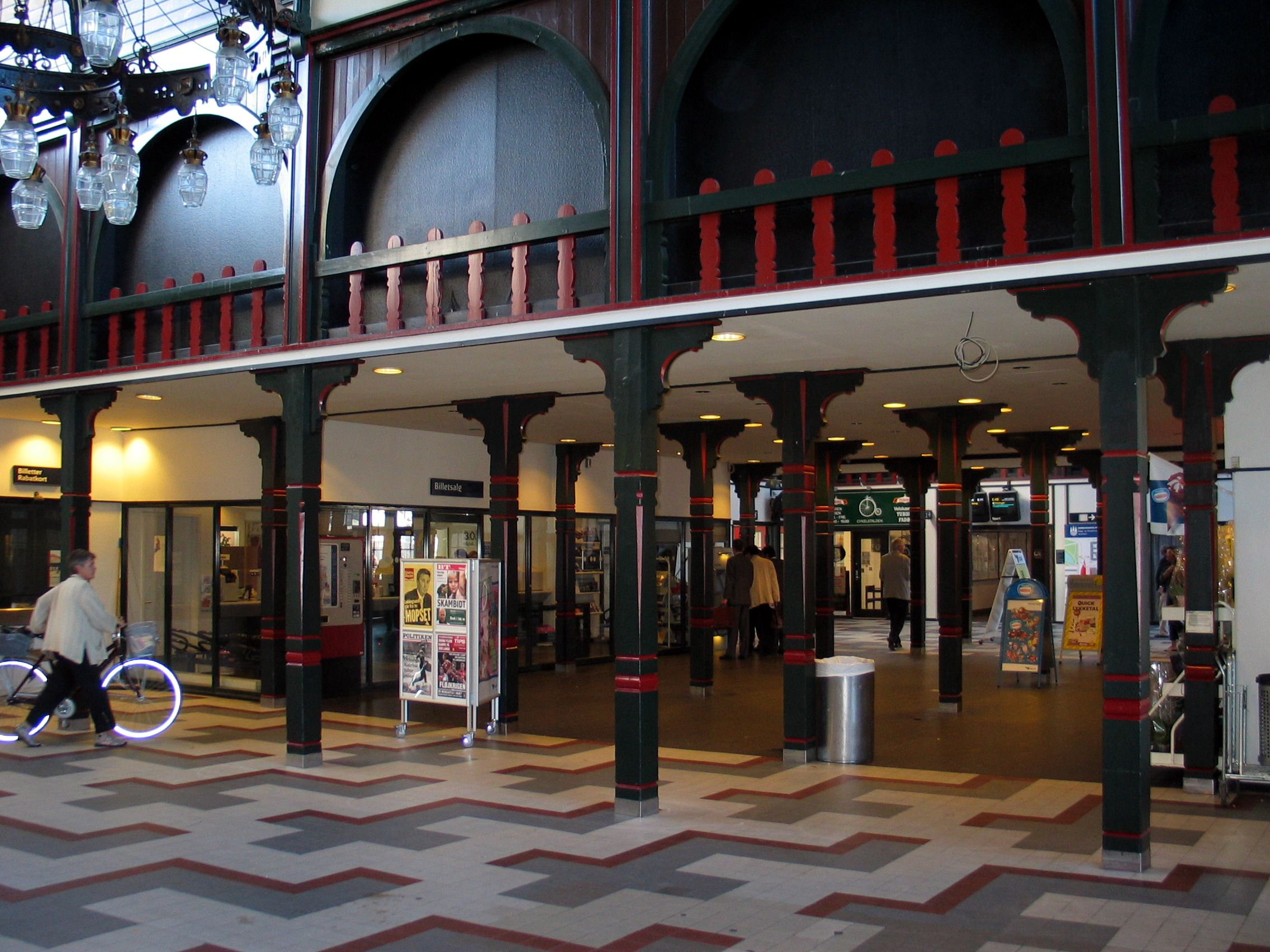
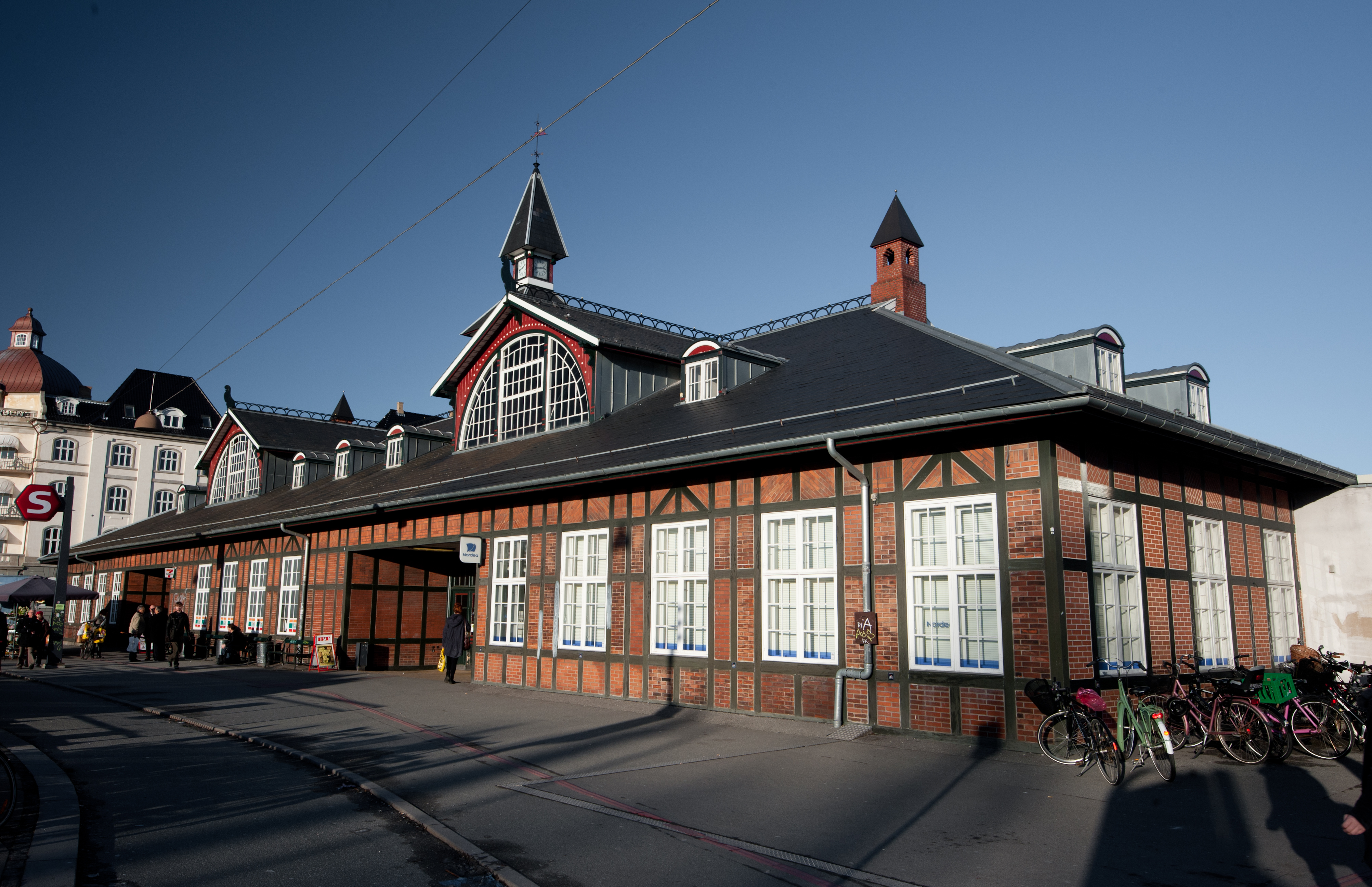
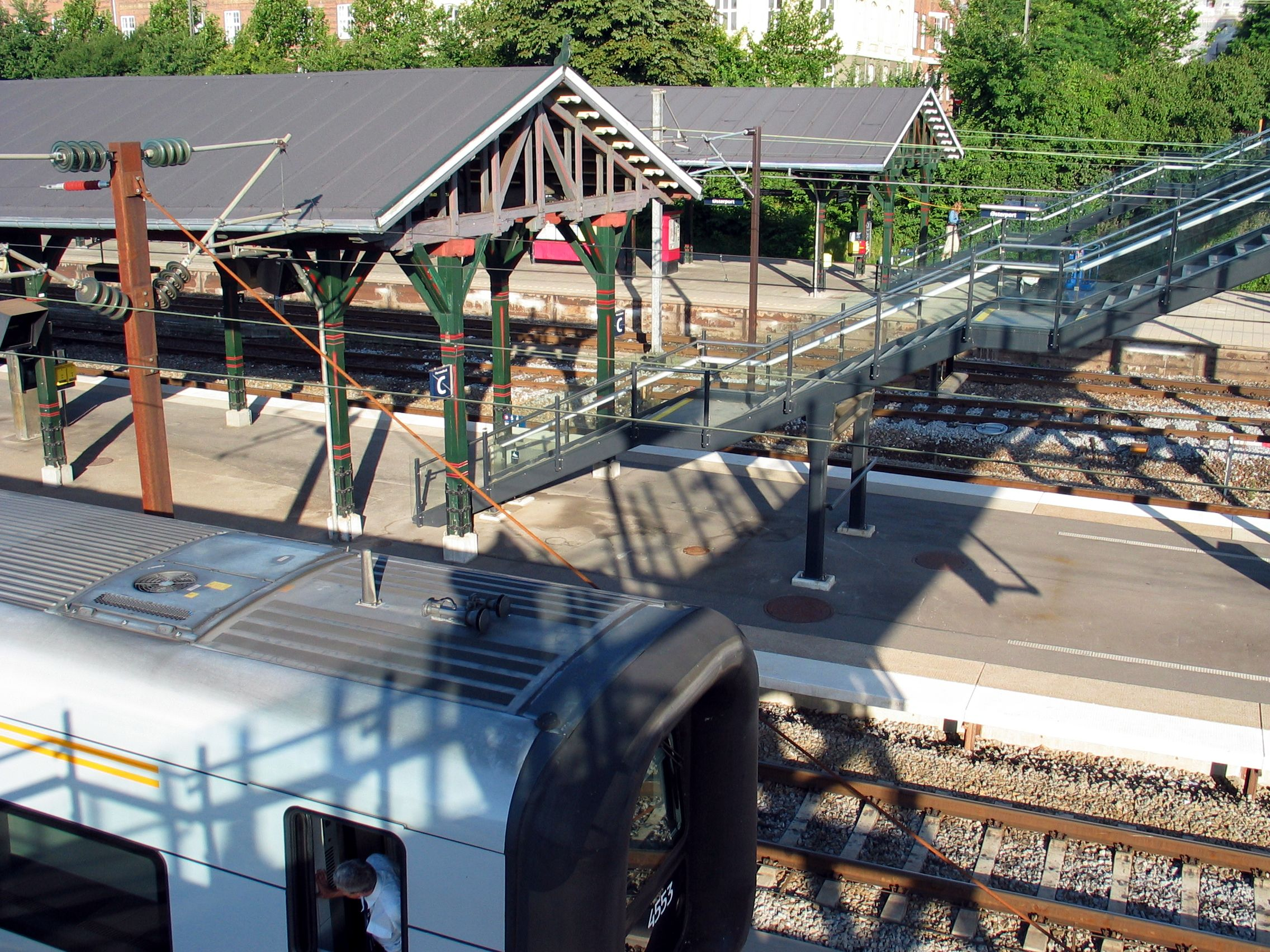
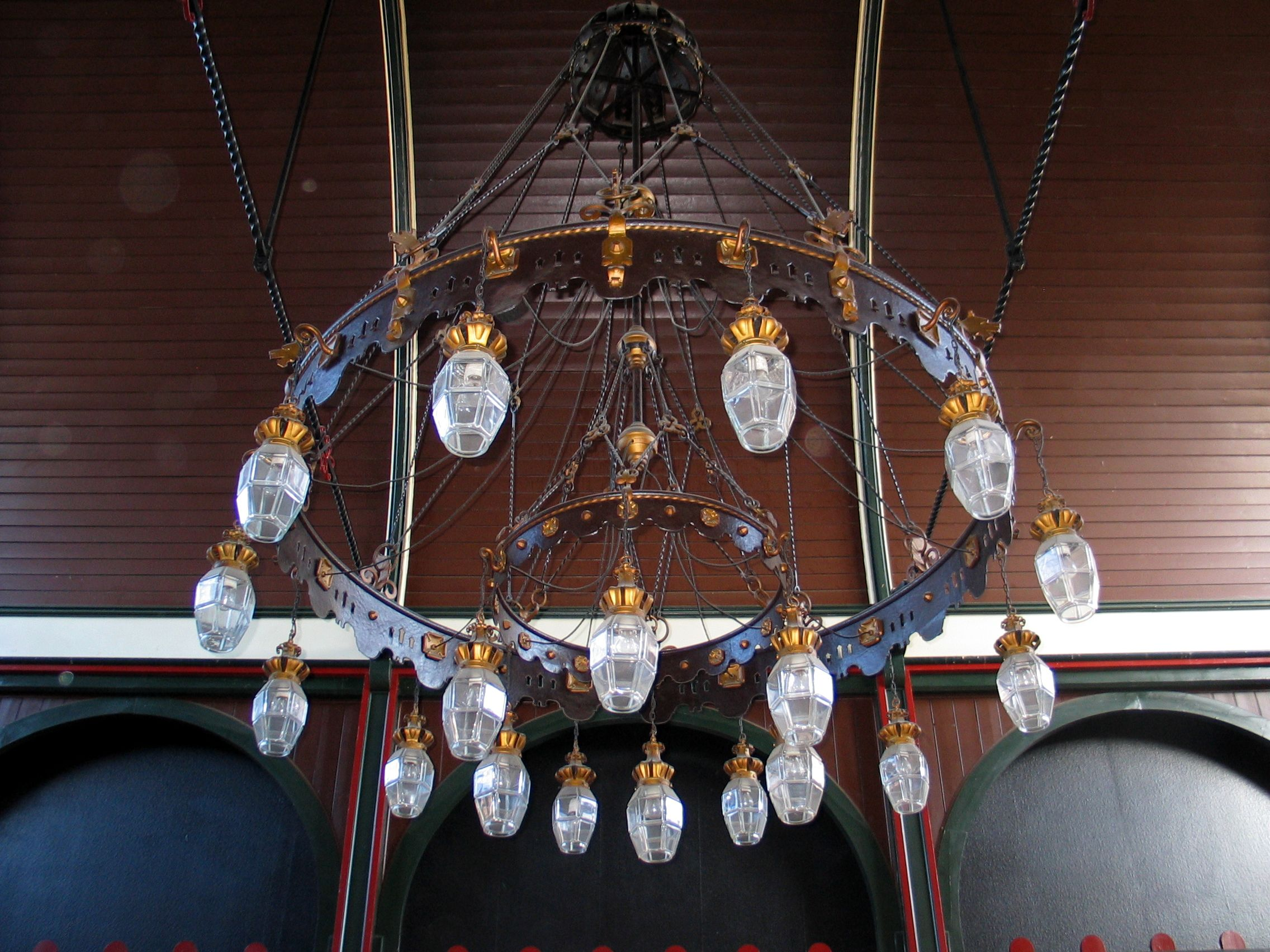